# Machlolophus holsti
El carbonero de Formosa (Machlolophus holsti) es una especie de ave paseriforme de la familia Paridae endémica de Taiwán.

## Descripción
El carbonero de Formosa mide unos 13 cm largo. Tiene las partes superiores de color negruzco azulado y las inferiores de color amarillo intenso. Se caracteriza por tener un promintente penacho en el píleo, que está compuesto por plumas negras, aunque las de la parte posterior tienen la punta blanca. Presenta una brida negra que contrasta con la parte frontal de su rostro que es amarillo. Su pico es corto y negro y sus patas también son negras.

## Distribución y hábitat
Se encuentra únicamente en los bosques de montaña de la isla de Formosa. Está clasificada como especie casi amenazada por la UICN, debido a su restringida área de distribución y a la captura masiva de ejemplares para la exportación como aves de jaula.

## Taxonomía
Anteriormente se clasificaba en el género Parus, pero fue trasladado al género Machlolophus, como otras especies, cuando un análisis genético publicado en 2013 demostró que todas ellas formaban un nuevo clado.